# مودن (آلر)
مودن (به آلمانی: Müden) یک شهر در آلمان است که در گیفهورن واقع شده‌است.